# Kanton Dieppe-Est
Kanton Dieppe-Est is een voormalig kanton van het Franse departement Seine-Maritime. Het kanton maakte deel uit van het arrondissement Dieppe. Het werd opgeheven bij decreet van 27 februari 2014 met uitwerking in maart 2015.

## Gemeenten
Het kanton Dieppe-Est omvatte de volgende gemeenten:
- Ancourt
- Belleville-sur-Mer
- Berneval-le-Grand
- Bracquemont
- Derchigny
- Dieppe (deels, hoofdplaats)
- Grèges
- Martin-Église